# Olga Hahn-Neurath
Olga Hahn-Neurath (in ebraico אולגה האן-נוירת‎?; Vienna, 20 luglio 1882 – L'Aia, 20 luglio 1937) è stata una matematica e filosofa austriaca.
È nota per aver fatto parte del Circolo di Vienna. Era sorella del matematico Hans Hahn.

## Biografia
Si iscrisse alla facoltà di matematica e filosofia all'Università di Vienna nel 1902. Divenne cieca nel 1904, all'età 22 anni. Nel 1911 divenne la terza donna laureata in filosofia all'Università di Vienna. La sua tesi di dottorato, pubblicata nel 1911, ricevette un gran plauso dal suo docente Adolf Stöhr, successore alla cattedra di Ludwig Boltzmann. Il suo principale interesse per la matematica si focalizzava nel campo dell'algebra booleana.
Nel 1912 sposò Otto Neurath che incontrò durante i suoi studi. Partecipò regolarmente  alle discussioni del Circolo di Vienna. Dopo la sconfitta di Vienna rossa nella guerra civile austriaca nel febbraio 1934, raggiunse il marito nei Paesi Bassi attraversando la Polonia e la Danimarca. Morì il giorno del suo compleanno tre anni dopo all'Aia, a causa di un'infezione polmonare a seguito di un'operazione.